# Patientensicherheitsindikator
Mit Patientensicherheitsindikatoren als Messinstrumenten ist es möglich, den aktuellen Stand der Patientensicherheit zu erkennen, die Wirksamkeit von Maßnahmen abzuschätzen und die Patientensicherheit zu erhöhen. Patientensicherheitsindikatoren dienen der Vorhersage von unerwünschten Ereignissen, welche sich auf die Modellfaktoren beziehen. Somit können Aussagen über den Stand der Sicherheit in einer Institution getroffen werden.
Die Patientensicherheit thematisiert das erfolgreiche Bemühen um fehlerfreie Patientenversorgung. Durch entwickelte Strategien und Maßnahmen soll eine optimale Versorgung der Patienten gewährleistet werden. Aufgrund der immer komplexer werdenden Untersuchungs- und Behandlungsabläufe im Gesundheitswesen werden die Anforderungen an das Personal immer höher. Um die Patienten vor vermeidbaren Schäden in Zusammenhang mit der Heilbehandlung zu bewahren, ist die Patientensicherheit ein wichtiger Bestandteil der Qualitätssicherung. Die vermeidbaren Schäden sind meist auf Organisations- und Kommunikationsdefizite zurückzuführen, die erkannt, eliminiert und verhindert werden müssen. Dazu wurden Patientensicherheitsindikatoren durch ein Risikomanagement entwickelt.

## Definitionen

### Qualitätssicherheitsindikatoren
Qualitätsindikatoren spiegeln die Kriterien von Ergebnissen und deren Struktur und Prozessen wieder. Die Bewertung wie auch die Interpretation sind abhängig von den Leistungserbringern. Die Qualität wird nicht direkt gemessen, sondern gilt als „Pointer“ für spezielle Versorgungsbereiche.

### Patientensicherheit (PS)
Das Ziel der Patientensicherheit ist es, Patienten gefährdende Ereignisse zu vermeiden. Es können die Prozesse gemessen werden, die mit einer hohen Wahrscheinlichkeit in Beziehung zu einem vermeidbaren negativen Ergebnis führen. Die Sicherheit steht in direkter Verbindung zu den Patienten. Es ist wichtig, dass die Patientensicherheitsindikatoren immer weiter verbessert werden, um eine fortwährend optimale Patientensicherheit zu gewährleisten.

### Risikomanagement
Die Aufgabe des Riskmanagements ist das Erkennen und Reduzieren von Risiken. Dies ist auf die Details der Patientenversorgung zurückzuschließen. Auch spielt die Voraussetzung für die Versicherbarkeit bei oft kurzfristigen erkennbaren finanziellen Nutzen eine Rolle.

### Indikatoren
Indikatoren sind gut messbare Parameter, die unerwünschte Ereignisse definieren. Ebenfalls weisen Indikatoren auf übergreifende Qualitätsprobleme hin. Es besteht ein Verlangen nach Indikatoren, die für Anwender und Patienten aussagekräftig sind und einen geringen Erhebungsaufwand aufweisen.

### Anforderungen an einen optimalen Indikator
- er basiert auf bereits vorhandenen Daten
- er ist für Patienten relevant
- er bildet einen relevanten Prozess ab
- er ist spezifisch für ein Ergebnis
- er ist wiederholbar
- er ist leicht erhebbar
- er ist verständlich formuliert
- er ist leicht beeinflussbar (bzw. der mit dem Indikator verbundenen Prozess)
- er bildet einen Prozess gut ab[7]

## Einsatzgebiete der Patientensicherheit
Die Patientensicherheit ist überall dort von Bedeutung, wo die ärztliche Tätigkeit in Einrichtungen dazu bestimmt ist, den Gesundheitszustand der Bevölkerung zu ermitteln, zu behandeln und drohende Gefahren zu beseitigen.
Einrichtungen des Gesundheitswesens:
- Ambulante Einrichtungen: Arztpraxen, Zahnarztpraxen
- Pflegeeinrichtungen: Ambulante Pflegeeinrichtungen, Stationäre/teilstationäre Pflegeeinrichtungen
- Sonstige medizinische Einrichtungen: Stationäre/teilstationäre Einrichtungen, Krankenhäuser, Vorsorge- und Rehabilitationseinrichtungen
- Weitere Einrichtungen des Gesundheitswesens: Apotheken, medizinisch-technische Großgeräte[8]

## Modellfaktoren
Die Patienten gefährdenden und vermeidbaren Ereignisse beziehen sich auf Outcomes wie Medikationsfehler, Stürze und im Krankenhaus und erworbene Infektionen. Auch gelten hier die Beschwerden des Patienten und dessen Angehörigen. Zu der größten Zielgröße bei der Patientensicherheit gehört die Mortalität während oder kurz nach dem Krankenhausaufenthalt. Diese Zielgröße trägt eine besondere Wichtigkeit und es können hierfür Daten bereitgestellt werden.
Das Modell beruht darauf, durch verbesserte Personalausstattung jedem Patienten eine höhere qualitative Aufmerksamkeit und professionelle Beobachtung zu gewährleisten. Dadurch können Todesfälle vermindert werden.
Das Modell enthält einige Einflussfaktoren. Zum einen personalseitige Faktoren. Diese setzen sich aus Erfahrungen, Qualifikationen und der Mitarbeiterzufriedenheit zusammen. Der Gegenspieler der personalseitigen Faktoren sind die patientenseitigen Faktoren, die sich aus den jeweiligen Indikatoren des Patienten und der Wahrnehmung zusammenschließen.
Ebenfalls zu den Einflussfaktoren gehören externe Bedingungen wie die Personalausstattung und die allgemeinen Pflegebedingungen.
Das Maß für die Anteile des qualifizierten Personals ist ebenfalls ein Einflussfaktor des Modells.
Zusätzlich zu diesen Faktoren kommen weitere Faktoren dazu, bei denen nicht sicher festgestellt werden kann, ob sie einen direkten Einfluss auf die Pflegekapazität und die Qualifikation des Personals haben. Dazu zählen Fluktuationen, pflegerische Leitung und die allgemeinen organisatorischen Aspekte, wie der Ressourceneinsatz, die Autonomie, die Kontrolle und das Arzt-/Pflege-Verhältnis. Das Teamwork und Burn-out der Pflege gehört ebenfalls zu diesen Faktoren.
Aus diesen Faktoren bildet sich ein Prozess zur verbesserten Patientenbeobachtung und der Veranlassung notwendiger Behandlungen. Ist dieser Prozess nicht sicher durchführbar, so kann es zu den Outcomes kommen. Gute Beispiele für eine gescheiterte Patientensicherheit ist der Dekubitus oder nosokomiale Infektionen, wie auch Harnwegsinfektionen. Dazu gehören ebenfalls postoperative Infektionen, Sepsis und Pneumonien. Auch können Stürze geschehen, durch unachtsames Beobachten der Patienten von Mitarbeiter. Verspätete Medikamentenvergabe führt zur Verweildauer und auch kann es zu Mortalität bei verspäteter Hilfe im Notfall führen.
Das Patienten- gefährdende Ereignis, welches vermieden werden muss, ist die Mortalität. Die Mortalitätsrate sollte nicht durch verminderte Personalkapazität oder Personalqualität beeinflusst werden. Daher ist es wichtig, die Patientensicherheit durch Indikatoren festzulegen und ihnen einen Rahmen zur Aufrechterhaltung zu vermitteln.

## Indikatoren

### Qualitätsindikatoren (QI)

#### Struktur-Indikatoren
Strukturindikatoren helfen den Entscheidungsträgern und Institutionen bei der Planung und dem Controlling.

#### Prozess-Indikatoren
Prozess-Indikatoren dienen der Prozessplanung und Organisationsentwicklung. Sie helfen bei der Interaktion zwischen Patient und Personal und helfen bei der Einhaltung von Versorgungs- und Organisationsabläufen.  Um einen Prozess gestalten zu können, müssen zuerst die Anforderungen und die Prozessmerkmale geklärt werden. Wichtig dafür sind Prozesskennzahlen oder Prozessindikatoren. Diese orientieren sich an den Qualitätszielen der Organisation.

#### Ergebnisindikatoren
Ergebnisindikatoren dienen zur Planung, Steuerung sowie dem Qualitätsmanagement. Es werden unerwünschte Ereignisse wie Mortalität erfasst und durch das Qualitätsmanagement analysiert und bewertet.

### Patientensicherheitsindikatoren (PSI)
Bei dem Patientensicherheitsindikatorsystem sind die Experten in direkter Verbindung zum Patienten. Diese sind durch unmittelbare Dokumentation und Datenerfassung involviert. Die Indikatoren sind so konzipiert, dass sie in Verbindung mit der internen Selbsteinschätzung, ins besondere durch die Mitarbeiter, stehen. Jedoch zu beachten sind die externen Rankings. Werden die Indikatoren kontinuierlich genutzt, führen sie zu einer Qualitätsverbesserung und einer erhöhten Patientensicherheit.
Die Patientensicherheitsindikatoren setzten sich aus insgesamt drei Indikatoren zusammen. Zu einem die Strukturindikatoren, die Klinische-/Pflegerische Prozessindikatoren und die Klinische-/ Pflegerische Ergebnisindikatoren.

#### Strukturindikatoren
Aus diesen Indikatoren werden Leitlinien gebildet und es entstehen klinische Pfade. Als Zielgruppe zählen hier die Leistungserbringer. Das Ziel ist es Aktivitäten festzulegen, die Verantwortlichen sicherzustellen und Koordination zu finden. Die Transparenz der Einsatzgebiete soll sowohl extern und intern erfolgen.
Die Strukturindikatoren beziehen sich auf Voraussetzungen die beeinflusst werden durch die unmittelbare Interaktion des Patienten, wie zum Beispiel die Hygienerichtlinien.

#### Klinische-/Pflegerische Prozessindikatoren
Diese Indikatoren sind diagnose-/ interventionsbezogen und werden ebenfalls für eine externe und interne Transparenz verwendet. Die Zielgruppen sind Leistungserbringer, Patienten und die Entscheidungsträger. Die Versorgungsqualität wird an die anerkannten Behandlungskriterien angepasst. Zu den Behandlungskriterien gehören chirurgische Antibiotikaprophylaxe oder das Antibiotikamanagement bei bestimmten Erkrankungen. Hierbei ist das Ziel Informationen nach innen und außen abzugeben.
Diese Indikatoren können extern verglichen werden, und an die Öffentlichkeit gebracht werden.

#### Klinische-/Pflegerische Ergebnisindikatoren
Diese Indikatoren beziehen sich auf die unerwünschten klinischen/pflegerischen Ereignisse, wie Stürze oder Wundinfektionen. Die Zielgruppen sind zu einem die Leistungserbringer, das Management und die Führungspositionen. Das Ziel hierbei ist es, die interne Selbsteinschätzung zu begutachten und zu optimieren. Verbesserungsvorschläge werden nun ausgetauscht. Dies dient zu einer kontinuierlichen Verbesserung der Patientensicherheit. Die Transparenz erfolgt nur intern.

## Unterschiede von Patientensicherheitsindikatoren und Qualitätssicherheitsindikatoren
Die Patientensicherheitsindikatoren werden in „Expertensystemen“ umgesetzt und es werden vielfach zusätzliche Daten benötigt, welche bei den Qualitätssicherheitsindikatoren nicht benötigt werden. Die Dokumentation der Indikatoren ist abteilungsabhängig. Bei den „Expertensystemen“ der Patientensicherheit ist eine zeitnahe Rückmeldung notwendig, die alle ¼ Jahre stattfindet.
Bei den Qualitätssicherheitsindikatoren wird ein sogenanntes „Managementsystem“ verwendet, dies dient als vorwiegende Planung und Steuerung. Bei dem „Managementsystem“ werden Routinedaten verwendet.

## Elemente des Qualitätsmanagements im Gesundheitsbetrieb
Folgende Bestandteil sind für eine gute Führung eines Qualitätsmanagements im Gesundheitsbetrieb unverzichtbar.
- Qualitätsmanagementhandbuch
- Diagnose
- Neu- und Weiterentwicklung
- Dokumente und Patientendaten
- Rückverfolgbarkeit
- Prozesssteuerung
- Messeinrichtungen
- Prüfungen
- Korrektur-/Vorbeugungsmaßnahmen
- Qualitätsprüfungen
- Aus- und Weiterbildung
- Nachbetreuung[10]

## Kriterien zur Auswahl von Patientensicherheitsindikatoren

### Wissenschaftliche Kriterien
Um die Patientensicherheit zu erhöhen und sie für interne qualitätssichernde Maßnahmen verwenden zu können, müssen Nachweise erbracht werden. Diese Nachweise werden in vier Arten eingeteilt. Die Einteilung erfolgt in Validität, Reliabilität, Sensitivität und Feasibility.

#### Validität
Hierbei geht es um die Genauigkeit, die die Indikatoren repräsentieren. Dabei wird überprüft, ob die Indikatoren genau das wiedergeben, was sie wiedergeben sollen.
Unterteilt wird die Validität in 3 Unterpunkte.

##### a) Face Validity
Bei dieser Art von Validität wird, dass gemessen, was der Indikator vorzeigt zu messen.

##### b.) Content Validity
Die Exaktheit spielt eine große Rolle. Reflektiert wird der Inhalt, die Definition und der Aufbau.

##### c.) Construct Validity
Die Indikatoren stehen nun in Bezug zueinander und dies gelten den Erwartungen. Ein Beispiel ist unerwartete Mortalität eines Patienten oder eine Wundinfektion nach einer Operation, welches zu einer weiteren, ungeplanten, Operation führt.

#### Reliabilität
Die Indikatoren müssen messbar sein aber auch genau und reproduzierbar sein.

#### Sensitivität
Die Verhältnisse in Krankenhäuser verändern sich kontinuierlich auf die Zukunft gesehen. Deswegen sollten die gewählten Patientensicherheitsindikatoren auf Veränderungen reagieren können und einen gewissen Spielraum besitzen.

#### Feasibility
Die Patientensicherheitsindikatoren sollten möglichst gut ins Krankenhausinformationssystem integrierbar sein.

### Einheitliche Methodik
Neben der Methodik sollten auch Referenzwerte zur Verfügung stehen:
- Es sollten Vergleiche zur Verfügung stehen, sowohl auf regionaler, nationaler und auch international Basis.
- Hauseigene Regel, wie die Trends von Peergroups sollten erstmals abgefragt werden.
- Zu der einer wichtigen Methoden gehört die Datenerfassung. Es sollte eine Erfassung auf der Organisationsebene wie auch auf der Abteilungsebene erfolgen. Die Datenqualität wird über das verwendete System kontinuierlich überprüft und optimiert. Hierbei ist es wichtig den Datenschutz und die Vertraulichkeit stets zu beachten und einzuhalten. Bei der Datenerfassung geht es nicht ausschließlich darum Daten zu sammeln, sondern diese effektiv und sinnvoll zu nuten.
- Die Referenzdaten sollten immer verfügbar sein und häufig eingesetzt werden können. Eine Erfassung und Rückmeldung findet bestenfalls vierteljährlich statt.
- Für ein Feedback wird eine standardisierte Methodik verwendet, wie der PDCA-Zyklus. Beim Feedback werden alle Mitarbeiter aus jeglichen Abteilungen mit einbezogen. Nicht nur das Feedback ist wichtig, sondern auch die regelmäßige Schulung der Mitarbeiter. Hierbei kommt es ebenfalls zu einem Feedback von Mitarbeitern. Dabei kann Verbesserungspotenzial erkannt und Verbesserungsvorschläge vorgestellt werden.